# District de Vila Real
Le district de Vila Real est un district du Portugal situé au nord du pays.
Sa superficie est de 4 308,29 km2, ce qui en fait le 11e du pays en superficie. Sa population est de 221 519 habitants (2004).
Sa capitale est la ville éponyme de Vila Real.

## Composition du district
Le district de Vila Real comprend 14 municipalités :
| Nom des municipalités    | Superficie km2 | Population (2004) | Densité hab./km2 |
| ------------------------ | -------------- | ----------------- | ---------------- |
| Alijó                    | +0297,57       | +013 942,         | +0046,85         |
| Boticas                  | +0322,41       | +006 417,         | +0019,9          |
| Chaves                   | +0590,42       | +044 186,         | +0074,84         |
| Mesão Frio               | +0026,85       | +004 652,         | +0173,26         |
| Mondim de Basto          | +0171,87       | +008 470,         | +0049,28         |
| Montalegre               | +0806,19       | +012 150,         | +0015,07         |
| Murça                    | +0189,36       | +006 476,         | +0034,2          |
| Peso da Régua            | +0096,12       | +017 987,         | +0187,13         |
| Ribeira de Pena          | +0217,66       | +007 251,         | +0033,31         |
| Sabrosa                  | +0156,45       | +006 835,         | +0043,69         |
| Santa Marta de Penaguião | +0069,98       | +008 400,         | +0120,03         |
| Valpaços                 | +0553,06       | +019 154,         | +0034,63         |
| Vila Pouca de Aguiar     | +0432,68       | +015 100,         | +0034,9          |
| Vila Real                | +0377,67       | +050 499,         | +0133,71         |
| ~ Ensemble ~             | +4 308,29      | +221 519,         | +0051,42         |

## Région et sous-régions statistiques
En matière statistique, si toutes les municipalités sont par ailleurs rattachées à la région Nord, leur répartition, au sein de celle-ci, parmi les sous-régions, est variée :
- sous-région du Douro :
Alijó, Mesão Frio, Peso da Régua, Sabrosa, Santa Marta de Penaguião, Vila Real ;
- sous-région du Haut Trás-os-Montes :
Boticas, Chaves, Montalegre, Murça, Valpaços, Vila Pouca de Aguiar ;
- sous-région de la Tâmega :
Mondim de Basto, Ribeira de Pena.

## Géographie et situation
Avec une superficie de 4 239 km2, le district est localisé au nord/est de la cité portuaire de Porto et au nord du Douro (rio Douro, signifiant doré en portugais). Vila Real a toujours été attaché à l'histoire de la province de Tras-os-Montes. La population a diminué ces dernières années, dû à l'émigration. Beaucoup de petits villages ont perdu leurs habitants, à cause de l'exode rural vers les grandes villes, et l'émigration vers le reste de l'Union Européenne, essentiellement la France et l'Allemagne.
Le district de Vila Real est un territoire accidenté, avec des collines et de basses montagnes (d'où le nom de la province de « Tras-os-Montes », signifiant « derrière les montagnes » en portugais) et d'étroites vallées. À cause du manque de fertilité du sol, l'agriculture a toujours été difficile; bien que le raisin nécessaire au Porto soit produit sur les vallées du Douro.
La région est naturellement boisée, bien que des incendies récents ont réduit l'étendue des forêts. La production de carrières de granit & le pompage de l'eau (les eaux de Vidago et de Pedras Salgadas) sont reconnues à l'échelle nationale (aguas de Alto-Douro).
Il existe une petite ligne de chemin de fer et une autoroute reliant Peso da Regua à Porto.

## Histoire

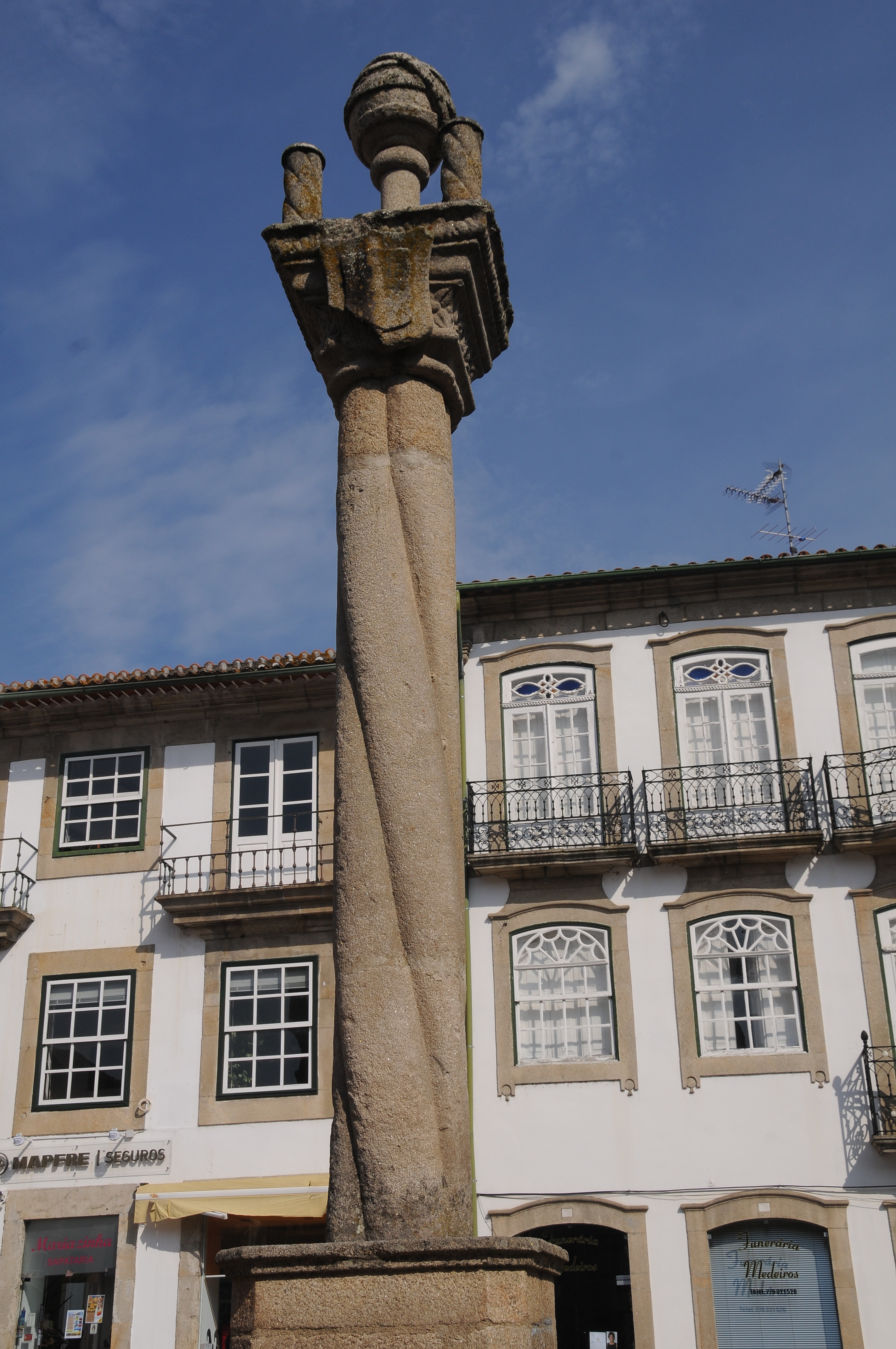
Le pilori de Chaves.

La région de Vila Real est peuplée depuis le Paléolithique (-3000000 à -8000). Il reste des vestiges, comme le sanctuaire rupestre de Panóias, et un sanctuaire près d'Alijó, ressemblant à un dolmen.
La région a appartenu aux provinces romaines de Tarraconnaise et de Lusitanie (les deux provinces ibériques), dont il reste un pont à Chaves; et a subi les invasions barbares et musulmanes.
Au XIIe siècle, en 1096, le comte Don Henrique demande à Constantim de Panóias de promouvoir le peuplement de la région. Seulement en 1289, sous l'ordre du roi Denis Ier le Libéral (1261-1325), la ville de Vila Real de Panóias est fondée.
Sa localisation privilégiée (croisement des routes Porto-Bragança et Viseu-Chaves) a permis une croissance rapide. La présence à partir du XVIIe siècle, de la Casa dos Marqueses (« maison des Marquis », en portugais), a fait que beaucoup de nobles de la cour du roi s'y installèrent.
Avec l'augmentation de la population, Vila Real a obtenu, au XXe siècle, le statut de capitale du district. En 1922 fut créé le diocèse de Vila Real.
Les pays comme la France ou l'Allemagne, qui manquaient de main-d'œuvre à une époque ont absorbé une grande partie de l'exode de Portugais en majorité des ouvriers du bâtiment, ce qui entraîna le dépeuplement de régions comme les campagnes autour de Vila Real.

## Population
Les plus grandes villes sont toutes très petites, comparées aux capitales des provinces d'Espagne. Les grands municipalités sont Vila Real, Chaves, Peso da Régua.
La population du district est éparse (un peu plus de 51 hab./km2). La majorité de la population vit dans les municipalités du sud (Vila Real, Sta Marta, Régua, Sabrosa et Alijó. Les territoires près de la capitale du district et bordant le Douro sont beaucoup plus denses : Régua (bordant le Douro) a une densité de 212 hab./km2, et Sta Marta avec 128 hab./km2.
Environ 75 % de la population vit dans des petits villages, beaucoup de maisons ne sont pas habitées à l'année sauf en été pour les vacances au pays et certaines sont inhabitées.

## Villes du district

### Vila Real
Vila Real signifie ville royale en portugais.
Vila Real a gagné beaucoup de population grâce à l'exode rural.
Dans le centre se trouve Universidade de Tras-os-Montes e Alto Douro, de renommée nationale. Il y a aussi un petit aéroport avec des vols vers Lisbonne et un immeuble de la Radio et Télévision Portugaise.

### Chaves
Chaves (clés en portugais) est la deuxième plus grande ville du district. Elle se trouve à 60 kilomètres au nord/est de Vila Real et 15 kilomètres de la frontière espagnole. Elle est notamment connue pour son château, ses sources chaudes et son pont romain au-dessus de la Tâmega (rio Tâmega).